# Tensioactif non ionique
Les tensioactifs non ioniques sont des tensioactifs qui ne contiennent pas de groupes fonctionnels dissociables dans l'eau (ionisables) et qui ne comportent donc pas de charge. 
Ils sont composés d'une partie polaire et d'une partie non polaire. La partie non polaire est constitué principalement d'une chaîne aliphatique (entre les 12e et 18e carbone), bien qu'il existe des tensioactifs non ioniques et non aliphatiques. La partie polaire se compose principalement d'un groupement hydroxyle ou éther. Ces groupes peuvent être des composes éthoxylés tel que du polyéthylène glycol ou des polysaccharides modifiés.
Ce sont les plus coûteux mais les plus doux.
Les alcools gras éthoxylés ou propoxylés (ou les deux à la fois) sont largement utilisés comme dispersants et dans certains cosmétiques ou détergents par exemple. Un exemple d'alcool gras polyéthoxylé (FAEO) serait l'exemple suivant :
C'est l'alcool laurique (alcool gras dérivé de l'acide laurique) qui a été polyéthoxylé dans un procédé industriel appelé éthoxylation.
Il existe aussi les polyoxyéthylènes, les alcanolamides ou encore les oligopeptides.